# Lambertiell
Lambertiell är egenskapen att en yta ser likadan ut oberoende av ur vilken synvinkel den betraktas. Detta förutsätter att ytan reflekterar ljus likformigt i alla riktningar, alltså diffust. En lambertiell yta kallas också diffus. I ett mikroskop ser ytan oftast ojämn ut. Ytan på de flesta föremål är nästan lambertiella. En spegels yta är inte lambertiell, liksom inte heller ytan på bildskärmar av kristallskärmstyp.